# Pseudexechia tristriata
Pseudexechia tristriata är en tvåvingeart som beskrevs av Stackelberg 1969. Pseudexechia tristriata ingår i släktet Pseudexechia och familjen svampmyggor. Arten är reproducerande i Sverige. Inga underarter finns listade i Catalogue of Life.